# 유대인 음모론
유대인 음모론, 유대인 음모, 국제 유대인 음모 또는 세계 유대인 음모는 "20세기의 가장 널리 퍼져 있고 지속되는 음모론"이자 "가장 광범위하고 오래 지속되는 음모론 중 하나"로 묘사되어 왔다. 일반적으로 국제 유대인이라고 불리는 악의적이고 일반적으로 글로벌 유대인 집단이 세계 정복을 위해 음모를 꾸미고 있다고 주장하지만 음모론의 내용은 매우 다양하므로 음모론의 광범위한 분포와 장기간을 설명하는 데 도움이 된다. 이는 19세기 말과 20세기 초에 특히 반유대주의 위조인 시온 장로 의정서에 의해 대중화되었다. 국제적인 유대인 음모를 상정하는 신념 중에는 유대 볼셰비즘, 문화 마르크스주의, 유대-프리메이슨 음모론, 화이트 제노사이드 음모론, 홀로코스트 부정 등이 있다. 제2차 세계 대전을 시작하고 연합국 (제2차 세계 대전)을 통제하는 데 책임이 있는 국제 유대인 음모에 대한 나치 지도부의 믿음은 최종 해결책을 시작하기로 한 결정의 핵심이었다.

## 같이 보기
- 신세계질서 (음모론)